# 頼家橋駅
頼家橋駅（らいかきょう-えき）は、中華人民共和国重慶市沙坪ハ区に位置する重慶軌道交通1号線の駅。駅番号は120

## 歴史
- 2012年12月20日 開業

## 駅構造
島式1面2線の駅である 朝天門駅寄りに頼家車両基地への出入庫線がある
| 至朝天門 | ←      | 上り | ← |        |
|          | ホーム |      |   |        |
|          | →      | 下り | → | 至璧山 |

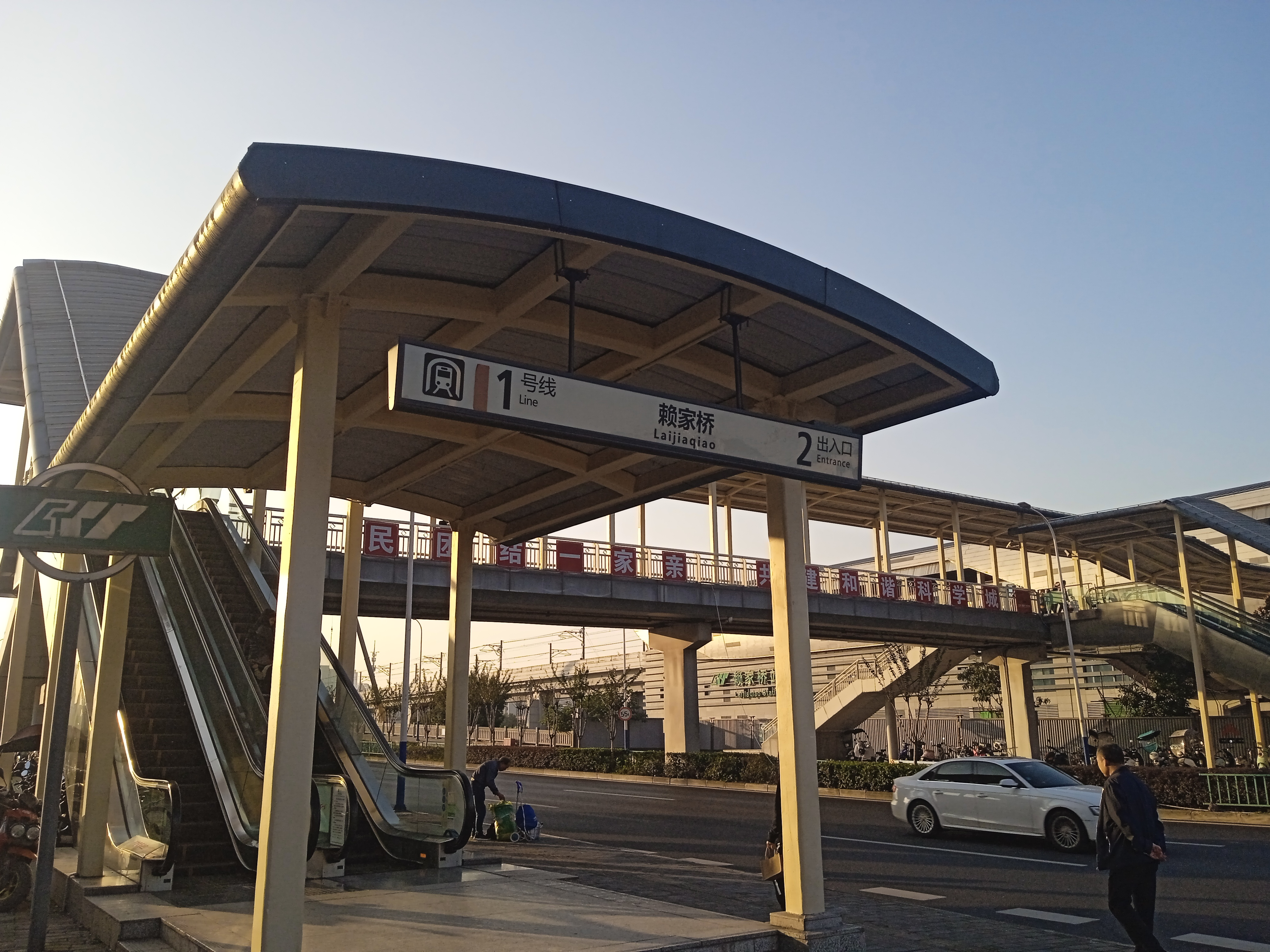
2番出入口
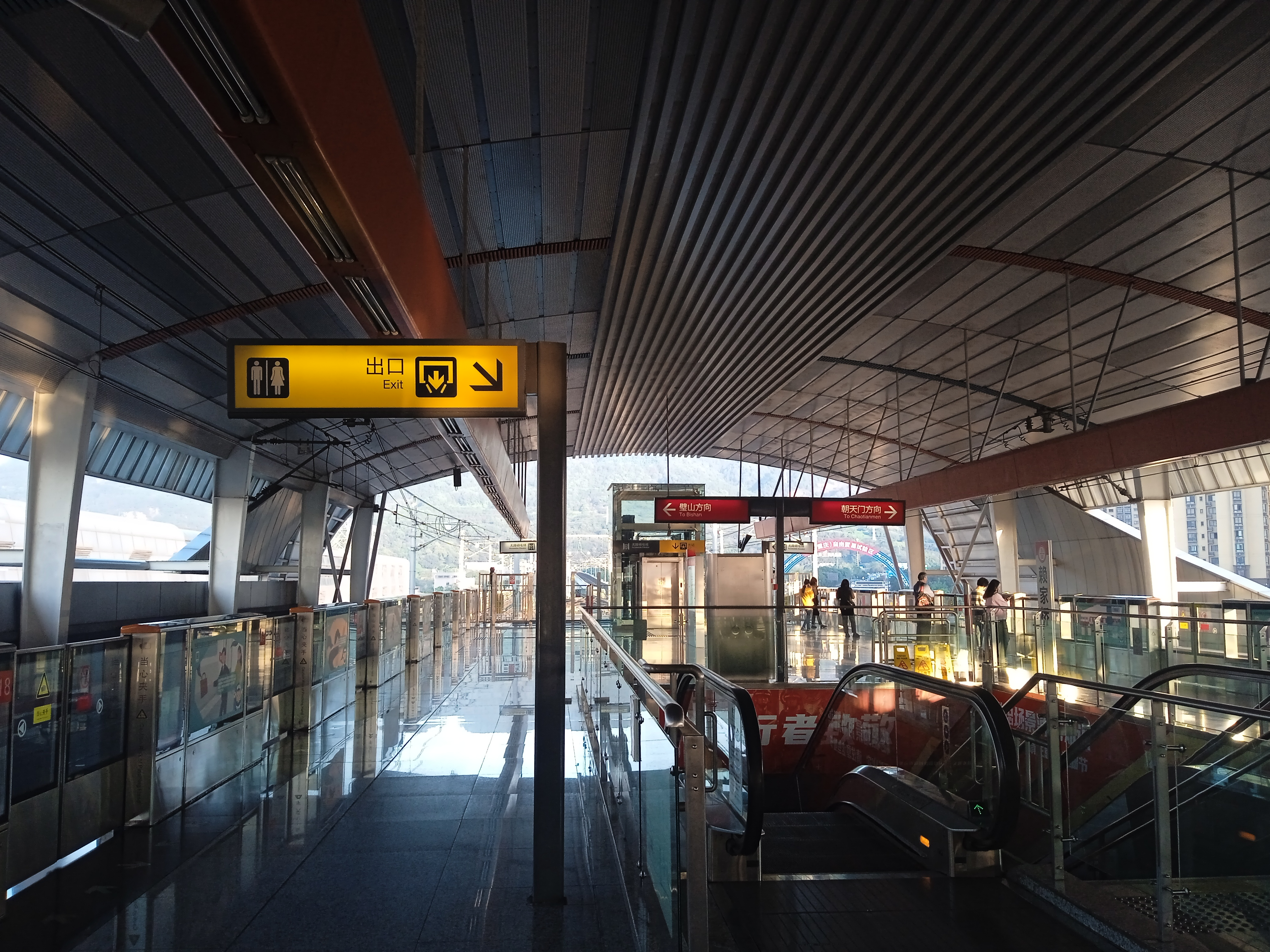
ホーム